# Moss Mabry
Moss Mabry (* 5. Juli 1918 in Marianna, Florida, USA; † 25. Januar 2006 in Oceanside, Kalifornien) war ein US-amerikanischer Kostümbildner.

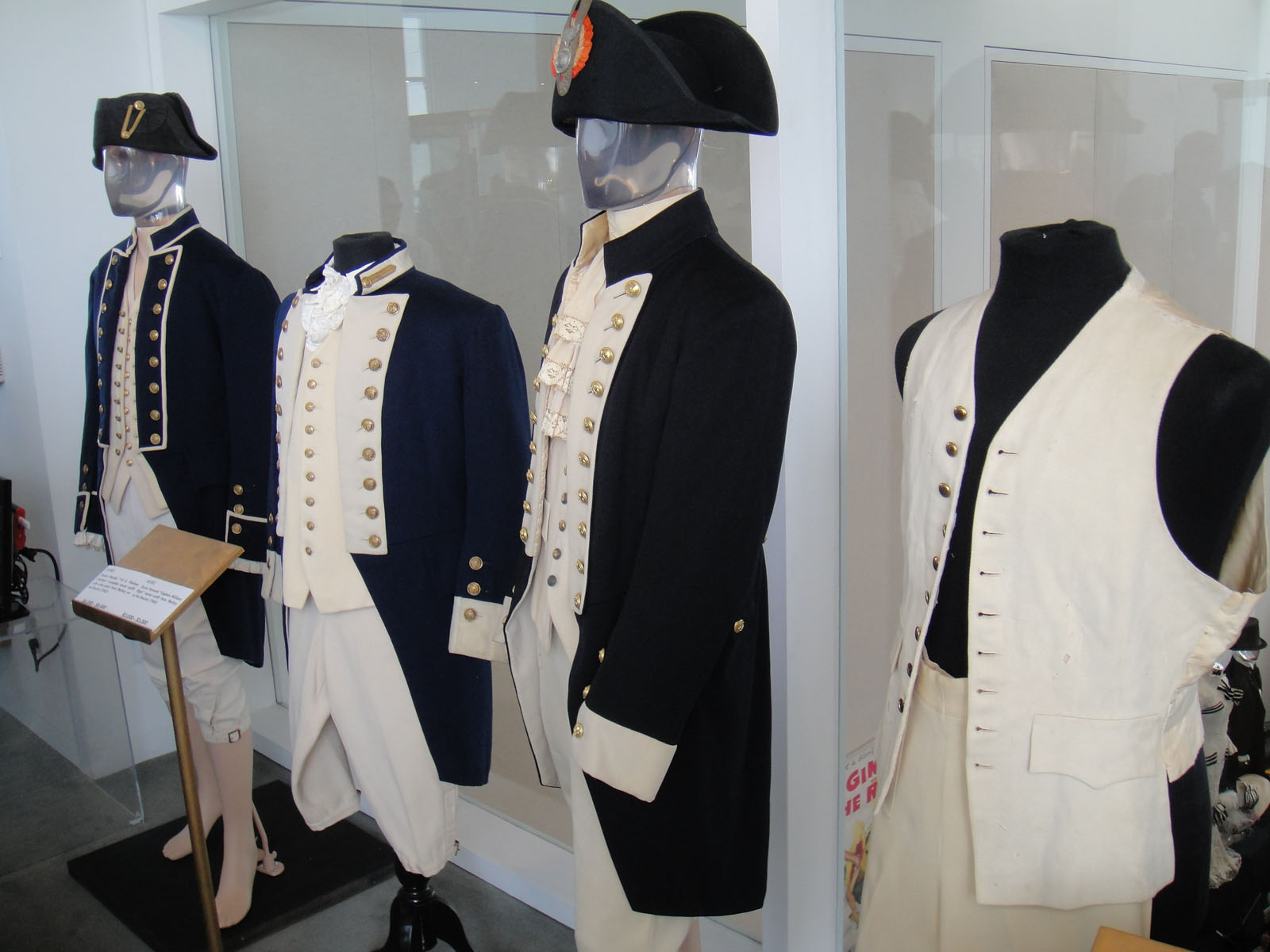
Kostüme von Marlon Brando und Trevor Howard (Meuterei auf der Bounty, 1962), sowie Charles Laughton und Clark Gable (Meuterei auf der Bounty, 1935)

Schon für die Theateraufführungen an seiner High School schuf Moss Mabry die Kostüme. Anschließend studierte er jedoch an der University of Florida Maschinenbau. Nach seinem Studium ging er nach Hollywood und besuchte dort die Kunstschule und arbeitete für den Modeschöpfer Don Loper. So bekam er auch Kontakt mit den Warner-Brothers-Studios. Während seiner 35 Jahre andauernden Karriere, die er 1953 als Gaderobier begann, arbeitete er an etwa 90 Filmen mit. Mabrys wohl bekanntester Kostümentwurf war die rote Jacke, welche James Dean in … denn sie wissen nicht, was sie tun (1955) trug. Viermal war Mabry für den Oscar nominiert:
- 1957 für Giganten (Giants)
- 1965 für Immer mit einem anderen (What a Way to Go!)
- 1966 für Morituri (Morituri)
- 1974 für So wie wir waren (The Way We Were)

Gewinnen konnte er den Preis nie. Dennoch zeichnete er für die Kostüme in diversen Filmklassikern verantwortlich und kleidete Schauspielerinnen wie Lana Turner, Lauren Bacall, Elizabeth Taylor, Grace Kelly, Doris Day und Liza Minnelli ein.